# Truckin'
 "Truckin'" é uma música da Grateful Dead, que apareceu pela primeira vez em seu álbum de 1970, American Beauty. Foi reconhecido pela Biblioteca do Congresso dos Estados Unidos em 1997 como um tesouro nacional. Escrito pelos membros da banda Jerry Garcia, Bob Weir, Phil Lesh e o letrista Robert Hunter, "Truckin'" molda ritmos e instrumentação clássicos da Grateful Dead. As letras se referem a uma operação antidrogas dos hotéis da banda em Nova Orleans durante uma turnê no início de 1970: 
Busted, down on Bourbon Street

Set up, like a bowling pin

Knocked down, it gets to wearing thin

They just won't let you be
 O refrão climático da música, "What a long, strange trip it's been" ("Que viagem longa e estranha tem sido"), alcançou amplo uso cultural nos anos desde o lançamento da música.

## Composição
"Truckin'" está associado ao blues e outras formas de música tradicional do início do século XX.
"Truckin'" foi considerado um "shuffle cativante" pelos membros da banda. A sensação comunitária da experiência de grupo compartilhado é trazida para casa pela participação dos quatro principais compositores do grupo (Garcia, Weir, Lesh e Hunter), pois, nas palavras de Phil Lesh, "aproveitamos nossas experiências a estrada e fez poesia", liricamente e musicalmente. Ele continua dizendo que "o último refrão define a própria banda".

## História de solteiro e álbum
A música foi retirada do álbum American Beauty e editada de cinco a três minutos para lançamento como single. Além de ser mais curta, a versão única apresentava diferenças audíveis em relação à versão do álbum: apresentava seções de guitarra em locais onde ela se desvaneceu na versão do álbum, um efeito pesado processado nos vocais de Bob Weir nos versos, um faixa vocal diferente para a parte "Sometimes the lights..." ("Às vezes as luzes...") e está faltando a parte do órgão da versão do álbum.
O single alcançou o 64º lugar em 25 de dezembro de 1971 na parada de singles pop dos EUA e permaneceu na parada por oito semanas. "Truckin'" foi o single pop com maior número de paradas que o grupo teria até a surpresa do top dez de "Touch of Grey" dezesseis anos depois. Além disso, a faixa do álbum foi fortemente tocada em estações de rádio rock progressivo e orientado a álbuns e, consequentemente, ajudou a popularizar o grupo entre o público em geral.

## Histórico de desempenho
"Truckin'" estreou como a primeira música do primeiro set em 18 de agosto de 1970 no Fillmore West em San Francisco, a mesma apresentação em que muitas das músicas da American Beauty estreou.
Uma versão mais longa, que se transforma em uma jam, foi incluída no popular álbum ao vivo de 1972, Europe '72, sendo seguida por "Epilogue", seguido de "Prelude".
Durante a longa carreira de concerto da banda, "Truckin'" foi tocada 520 vezes, tornando-se a oitava música mais tocada da Dead.

## Gráficos
Pop Singles
| Data                   | Posição | Duração   |
| ---------------------- | ------- | --------- |
| 25 de dezembro de 1971 | 64      | 8 semanas |

## Pessoal
- Bob Weir - guitarra rítmica, vocal
- Jerry Garcia - guitarra, vocal de apoio
- Phil Lesh - baixo, vocal de acompanhamento
- Bill Kreutzmann - bateria
- Mickey Hart - bateria
- Howard Wales - órgão[9]